# Роквол (Тексас)
Роквол (енгл. Rockwall) град је у америчкој савезној држави Тексас. По попису становништва из 2010. у њему је живело 37.490 становника.

## Демографија
Према попису становништва из 2010. у граду је живело 37.490 становника, што је 19.514 (108,6%) становника више него 2000. године.
| Група             | 2000.          | 2010.          |
| Белци             | 15.814 (88,0%) | 27.264 (72,7%) |
| Афроамериканци    | 539 (3,0%)     | 2.215 (5,9%)   |
| Азијати           | 249 (1,4%)     | 1.137 (3,0%)   |
| Хиспаноамериканци | 1.157 (6,4%)   | 6.214 (16,6%)  |
| Укупно            | 17.976         | 37.490         |